# 列夫恰河
萊夫恰河（烏克蘭語：Левча），是烏克蘭北部的河流，屬於捷捷列夫河的左支流。該河發源自科羅斯特希夫，流經日托米爾州的日托米爾區，河道全長3.9公里。